# Juelsminde
Juelsminde è un centro abitato della Danimarca situato nella regione dello Jutland Centrale, fa parte del comune di Hedensted.
La cittadina, che ha 4 009 abitanti, è situata su un promontorio sulla costa orientale dello Jutland tra la baia di Horsens e quella di Vejle.
Il suo ampio porto turistico, le ampie spiagge e le infrastrutture per le vacanze ne fanno una meta turistica.

## Storia
Fino alla riforma amministrativa del gennaio 2007, era capoluogo dell'comune omonimo.